# Typhoptera siamensis
Typhoptera siamensis är en insektsart som beskrevs av Heinrich Hugo Karny 1926. Typhoptera siamensis ingår i släktet Typhoptera och familjen vårtbitare. Inga underarter finns listade i Catalogue of Life.